# Popovo polje
Popovo polje – polje w Bośni i Hercegowinie.

## Opis
Leży na terenie południowej Hercegowiny.
W pobliżu wsi Zavala znajduje się jaskinia Vjetrenica o całkowitej długości 7014 m, od 1965 roku objęta ochroną przyrodniczą, w 2024 roku wpisana na listę światowego dziedzictwa UNESCO.
Przez polje przepływa ponornica Trebišnjica. W przeszłości zalewała je ona okresowo. Rzekę uregulowano i utworzono na niej dwa sztuczne zbiorniki: Bilećko jezero i Goričko jezero. Rozwinięto rolnictwo – uprawę owoców, zbóż i tytoniu.